# Національна рада Азербайджану
Національна Рада Азербайджану (азерб. Azərbaycan Milli Şurası, آذربایجان میلی شوراسی), відома також як Тимчасова Національна Рада мусульман Закавказзя або Азербайджанська Національна Рада — міжпартійний політичний орган, створений на надзвичайному засіданні колишніх членів — мусульман Закавказького сейму, яке відбулося 27 травня 1918 року. Провідну роль у Національній раді Азербайджану грала партія «Мусават». Наступного дня, 28 травня, Національна Рада проголосила незалежність Азербайджану, прийнявши відповідну декларацію.

## Створення ради
27 травня 1918 року в Тбілісі відбулося надзвичайне засідання колишніх членів — мусульман Закавказького сейму. Головував колишній член 4-ї Державної думи і колишній член Закавказького сейму Мамед Юсіф Джафаров, за секретарювання колишнього члена Сейму Рагім-беке Векілова.
Були присутні колишні члени Закавказького Сейму від фракції Тюркської демократичної партії федералістів «Мусават» і Демократичної групи безпартійних: Халіл-бек Хасмамедов, Фаталі Хан Хойський, Мехті-бек Гаджинський, Мехті-бек Гаджибабабеков, Хосров-бек Султанов, Наріман-бек Наріманбеков, Джавад-бек Мелік-Єганов, Мір Гідаят Сеїдов, Гамід-бек Шахтахтинський, Шафі-бек Рустамбеков, Г. М. Ахундзаде, Мустафа Махмудов, Алі Аскер-бек Махмудбеков, Худадат-бек Мелік-Асланов; від партії Мусульманського соціалістичного блоку: Б. Різаєв, Джамо-бек Гаджинський і Магомед Магеррамов; від партії мусульманства в Росії «Іттіхад»: Мір Ягуб Мехтієв, Султан Меджід Ганієв, Ейбат Гулі Мамедбеков; від Мусульманської соціал-демократичної партії меншовиків «Гуммет»: Акпер Ага Шейхульісламов, С. А. Агамалов.
Засідання відкрилося доповіддю делегації Закавказької Центральної мусульманської ради, яка повернулася з Батумі. Член делегації Насіб-бек Усуббеков від імені турецької мирної делегації передав «тверде рішення Туреччини зберегти самостійність Закавказзя та її готовність надавати своє сприяння в справі зміцнення, посилення і процвітання молодої держави».
Після слухання доповіді зібрання перейшло до питання про ставлення до політичного становища, що склалося у зв'язку з саморозпуском Закавказького сейму, який відбувся 26 травня 1918 року. Після тривалого обговорення цього питання збори, взявши до уваги необхідність органу, який міг би виступити від імені мусульманства під час поділу всього того, що становило надбання Закавказької Демократичної Федеративної Республіки, яка щойно розпалася, одноголосно вирішили взяти на себе правління Східним Закавказзям, проголосивши себе Тимчасовою Національною Радою мусульман Закавказзя з правом кооптації. За право кооптації висловилося 14 осіб проти 10 голосів.
Після почалися вибори президії Національної Ради. Партія «Мусават» висунула в голови Мамед Еміна Расулзаде. Його кандидатуру підтвердили всі партії, за винятком партії мусульманства в Росії «Іттіхад». Закритим балотуванням більшістю голосів (22) головою Національної Ради обрали Расулзаде. Закритим балотуванням обрали товаришів голови: 1-й — Гасан-бек Агаєв і 2-й — Мір Гідаят Сеїдов, секретарями: 1-й — Мустафа Махмудов і 2-й — Рахім-бек Векілов. Головою виконавчого комітету обрано безпартійного Фаталі-хана Хойського.